# Yuki Hatanaka
Yuki Hatanaka (畠中 佑樹 Hatanaka Yuki?, nacido el 26 de octubre de 1993 en Chiba) es un futbolista japonés que se desempeña como centrocampista.

## Trayectoria

### Clubes
| Club            | País  | Año  |
| --------------- | ----- | ---- |
| Blaublitz Akita | Japón | 2016 |
| Fujieda MYFC    | Japón | 2017 |

## Estadística de carrera

### J. League
| Club            | Año   | J. League | J. League | Copa J. League | Copa J. League | Total | Total |
| Club            | Año   | Part.     | Goles     | Part.          | Goles          | Part. | Goles |
| --------------- | ----- | --------- | --------- | -------------- | -------------- | ----- | ----- |
| Blaublitz Akita | 2016  | 6         | 3         | -              | -              | 6     | 3     |
| Fujieda MYFC    | 2017  | 0         | 0         | -              | -              | 0     | 0     |
| Total           | Total | 6         | 3         | 0              | 0              | 6     | 3     |